# Гран-прі Сан-Себастьяна
Гран-прі́ Сан-Себастья́на (ісп. Gran Premio de San Sebastián) — автомобільні перегони, що проводились з 1923 до 1930 року на трасі Ласарте в муніципалітеті Ласарте-Орія (Іспанія).
Протягом більшої частини часу свого існування перегони були головною гоночною подією в Іспанії. Гран-прі Сан-Себастьяна іноді заднім числом вважається за Гран-прі Іспанії у ті роки, коли Гран-прі Іспанії не проводився.
Перегони 1926 року були частиною чемпіонату світу серед виробників і входили до чемпіонату як Гран-прі Європи.
Восьмий Гран-прі Сан-Себастьяна було заплановано на 25 липня 1930 року, але його довелось скасувати через важку економічну ситуацію після краху на Волл-стріт у жовні 1929 року. Були прикладені зусилля, і Міжнародна автомобільна федерація (AIACR) дала дозвіл на проведення перегонів у жовтні. Гонка 5 жовтня 1930 року стала останнім Гран-прі Сан-Себастьяна. 
Коли у 1933 році перегони повернулись на трасу у Ласарте-Орії, вони мали вже статус Гран-прі Іспанії.

## Переможці Гран-прі
Нижче перелічені переможці Гран-прі Сан-Себастьяна. Список переможців інших перегонів, що проводились на трасі Ласарте, подано у статті Формула-1 — Гран-прі Іспанії.
| Рік  | Гонщик                    | Виробник автомобіля       | Звіт | Примітка                                         |
| ---- | ------------------------- | ------------------------- | ---- | ------------------------------------------------ |
| 1923 | Альбер Гійо               | Rolland-Pilain            |      |                                                  |
| 1924 | Генрі Сігрейв             | Sunbeam Motor Car Company |      |                                                  |
| 1925 | Альберт Діво Андре Морель | Delage                    |      |                                                  |
| 1926 | Жуль Гу                   | Bugatti                   | Звіт | Перегони у тому році мали статус Гран-прі Європи |
| 1927 | Еміліо Матерассі          | Bugatti                   |      |                                                  |
| 1928 | Луї Широн                 | Bugatti                   |      |                                                  |
| 1929 | Луї Широн                 | Bugatti                   |      |                                                  |
| 1930 | Акілле Варці              | Maserati                  | Звіт |                                                  |

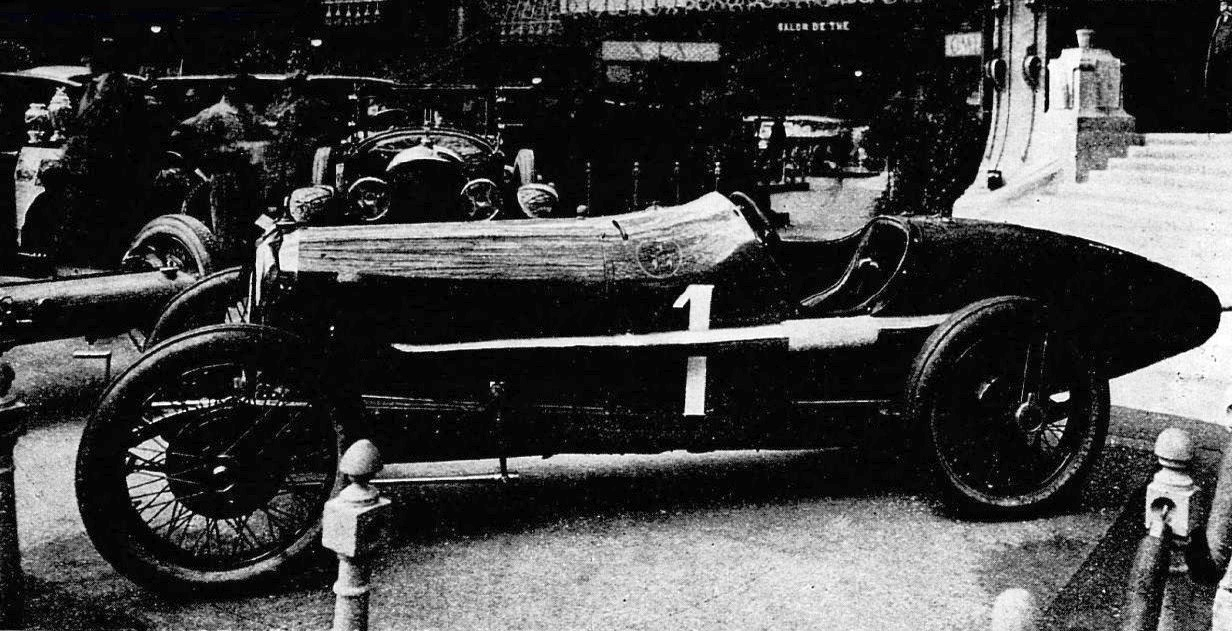
Команда-переможець Rolland-Pilain[en] Гран-прі Сан-Себастьяна (Кубок іспанського короля) у 1923 році з пілотом Альбертом Гійо[en].
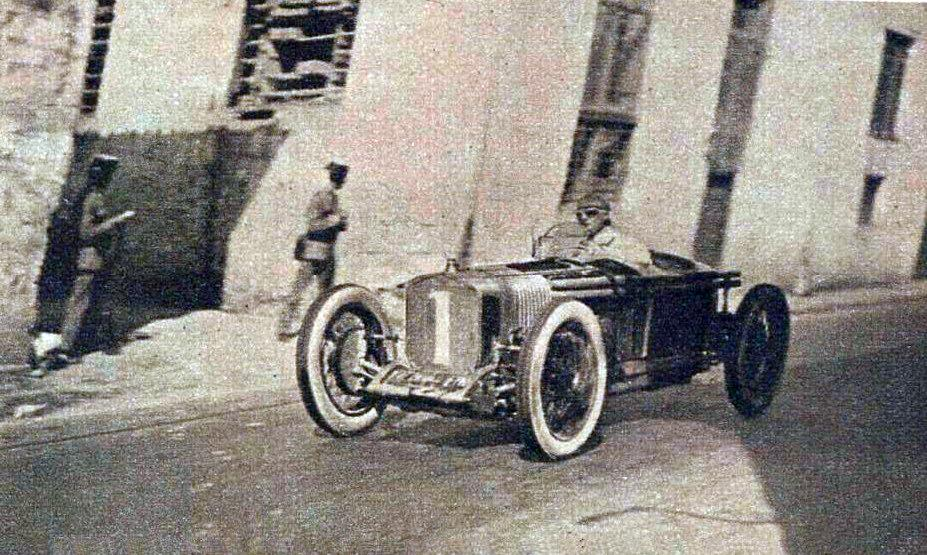
Альберт Діво, переможець Гран-прі Сан-Себастьяна у 1925 році.
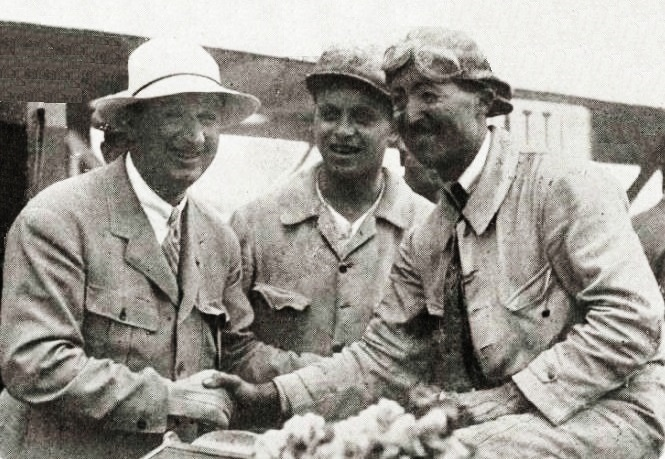
Етторе Бугатті та Жуль Гу, 1926 рік.
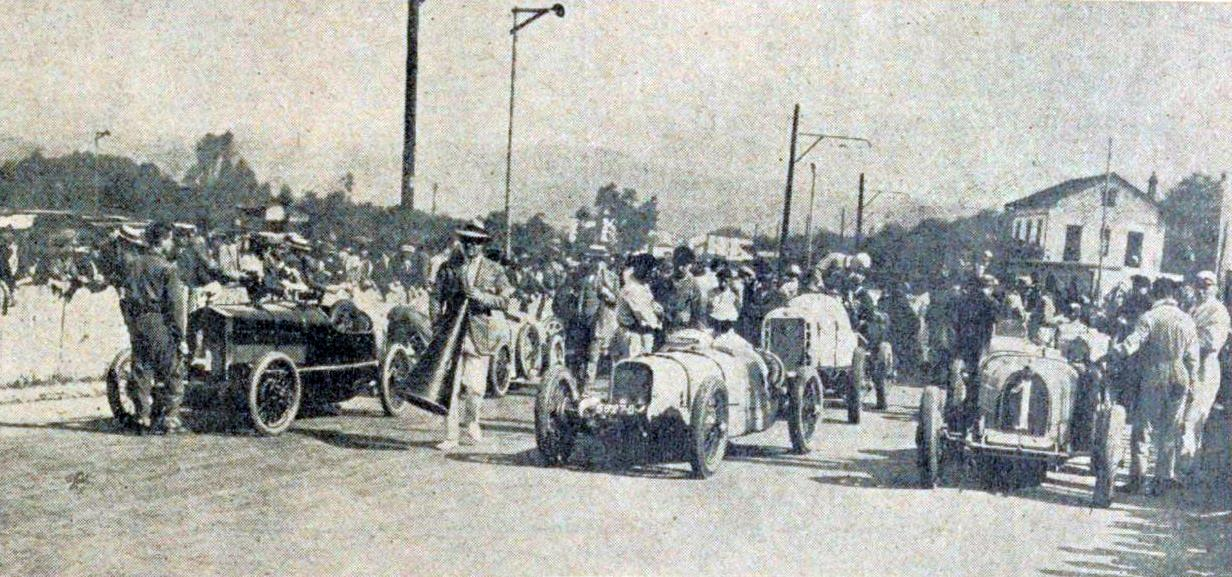
Старт Гран-прі Сан-Себастьяна 1927 (під № 1 болід Bugatti з Матерассі за кермом, майбутнім переможцем).
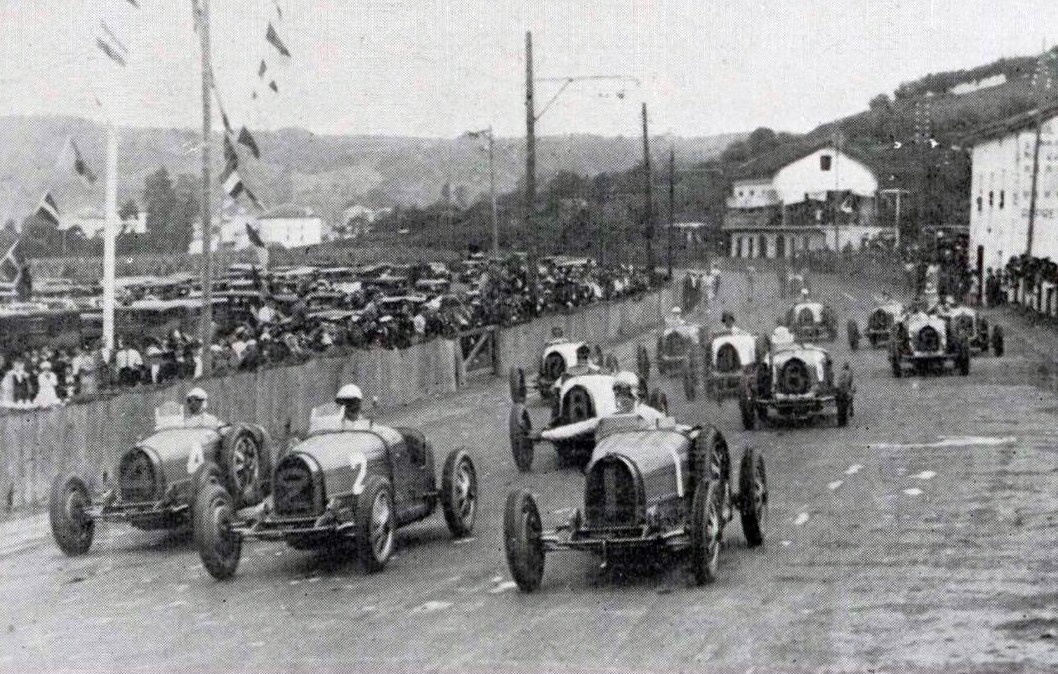
Старт гонки на Гран-прі Сан-Себастьяна 1929 року.
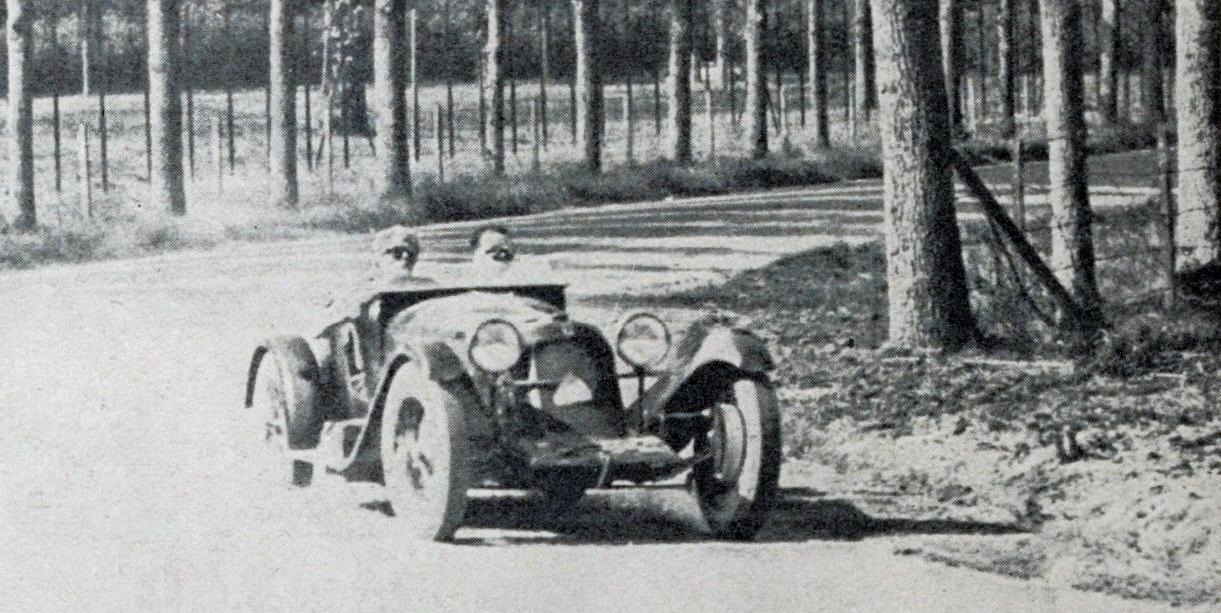
Акіле Варці переможець перегонів 1930 року.